# Мен (приток Роны)
Мен (фр. La Meyne) — река во Франции, в департаменте Воклюз региона Прованс — Альпы — Лазурный Берег. Приток Роны.

## География
Мен протекает по департаменту Воклюз, пересекая Оранж и Кадерусс. Впадает в Рону южнее Кадерусса. Протяжённость реки — 14,9 км.

## Притоки
- Мер-де-Куаведель (4 км)
- Мер-де-Рафели (7,6 км)
- Мер-де-Каньян (4,3 км)
- ручей Мер-де-Кам-Редон (3,4 км)

## Пересекаемые коммуны
Река протекает по территории 2 коммун:
- Оранж
- Кадерусс (устье)